# Historia Polski (1945–1989)
Historia Polski w latach 1945–1989 – historia Polski obejmująca okres tzw. demokracji ludowej i zależności od ZSRR od 1945 roku, poprzez powstanie PRL, do obrad Okrągłego Stołu w 1989 roku.

## Okres stalinowski (1944–1956)
W nocy z 31 grudnia 1943 roku na 1 stycznia 1944 roku powołano w Warszawie Krajową Radę Narodową, ta pozornie ponadpartyjna organizacja, w rzeczywistości reprezentowała jedynie PPR i partie satelickie RPPS i SL „Wola Ludu”. Jednocześnie przekształcono Gwardię Ludową w Armię Ludową – w jej skład miały wejść wojska 1 Korpusu. W odpowiedzi ugrupowania niepodległościowe powołały 9 stycznia Radę Jedności Narodowej, na jej czele stanął przewodniczący PPS-WRN Kazimierz Pużak. Utworzona w lipcu 1944 Krajowa Rada Ministrów jako integralna część rządu RP na uchodźstwie miała przejąć władzę w kraju w momencie zakończenia okupacji niemieckiej.
Gdy pierwsze jednostki Armii Czerwonej wkraczały na teren Polski (3 stycznia 1944), rząd RP na uchodźstwie pod przewodnictwem Stanisława Mikołajczyka był obiektem nacisków ze strony alianckiej o uznanie Linii Curzona jako wschodniej granicy przyszłej Polski. Efektem tego była propozycja Mikołajczyka (z 15 lutego 1944) o ustanowieniu linii demarkacyjnej polsko-radzieckiej na wschód od Lwowa i Wilna, i odłożenie dyskusji na później. Na niczym spełzły rozmowy Mikołajczyka z Rooseveltem, do rozmów premiera ze Stalinem nawet nie doszło. W lipcu 1944 roku KRN została oficjalnie uznana przez Stalina za reprezentację narodu polskiego, przekreśliło to ostatecznie jakiekolwiek złudzenia o możliwości nawiązania stosunków dyplomatycznych ZSRR z rządem RP na uchodźstwie.
Tymczasem w kraju do ofensywy przechodziła Armia Krajowa, która rozpoczęła akcję dywersyjną o kryptonimie „Burza”. Jej celem było przejmowanie władzy w dużych ośrodkach miejskich z rąk niemieckich. Rozpoczęta w lutym akcja osiągnęła wiele sukcesów wojskowych, niejednokrotnie we współpracy z ACz, jednakże po zakończeniu walk oddziały Armii Krajowej były rozwiązywane przez NKWD, część żołnierzy wcielano do AL, a oficerów aresztowano. W efekcie oddziały AK przestały się ujawniać, a dowództwo powołało do życia organizację NIE, na której czele stanął gen. Emil Nil-Fieldorf.

Manifest PKWN

21 lipca 1944 powołano w Moskwie Polski Komitet Wyzwolenia Narodowego, na czele którego stanął przywódca RPPS Edward Osóbka-Morawski – mimo tego i uczestnictwa w rządzie ludowców, był on całkowicie podporządkowany komunistom. Następnego dnia opublikowano Manifest PKWN. 31 grudnia 1944 Stalin przekształcił PKWN w Rząd Tymczasowy RP.
Nowy rząd przy pomocy NKWD zorganizował aparat bezpieczeństwa, podlegający resortowi bezpieczeństwa, na którego czele stał Stanisław Radkiewicz, w skład którego wchodziły sieć Urzędów Bezpieczeństwa Publicznego oraz Milicja Obywatelska. 15 sierpnia ogłoszono powszechną mobilizację, a 24 sierpnia nakazano rozwiązanie wszystkich organizacji konspiracyjnych. Jednym z ważniejszych kroków nowej władzy była reforma rolna z 6 września 1944 roku, na mocy której parcelacji uległy majątki powyżej 100 lub 50 ha użytków rolnych, jak również te należące do Niemców i kolaborantów. Do końca roku na terenach zajętych przez Armię Czerwoną rozparcelowano 212 tys. ha, a nieco ponad 100 tys. upaństwowiono.

Logo PZPR

W czerwcu 1945 w realizacji ustaleń konferencji jałtańskiej na konferencji w Moskwie (odbywającej się równolegle do pokazowego procesu szesnastu przywódców Polskiego Państwa Podziemnego, aresztowanych w marcu 1945 przez NKWD pod pretekstem rozmów pojałtańskich) powołano Tymczasowy Rząd Jedności Narodowej, który powstał faktycznie poprzez dokooptowanie Stanisława Mikołajczyka, z grupą związanych z nim polityków do Rządu Tymczasowego Osóbki-Morawskiego. Rząd ten miał funkcjonować do czasu przeprowadzenia wolnych wyborów parlamentarnych w Polsce i uzyskał uznanie USA i Wielkiej Brytanii, które w konsekwencji 4–5 lipca 1945 cofnęły uznanie Rządowi RP na uchodźstwie.
Po wyeliminowaniu legalnej opozycji (PSL), sfałszowaniu referendum w 1946 r. i wyborów w 1947, oraz pokonaniu zbrojnego podziemia (WiN, NSZ, NZW) i odsunięciu na boczny tor w roku 1948 grupy Władysława Gomułki lansującej tak zwaną polską drogę do socjalizmu („odchylenie prawicowo-nacjonalistyczne”) nastąpiło umocnienie dyktatorskiego systemu rządów (stalinizacja). Dokonywano jednoczenia na warunkach komunistów organizacji politycznych i społecznych, między innymi w 1948 r. z połączenia PPR i PPS powstała PZPR, natomiast rok później ze Stronnictwa Ludowego i resztek PSL powstało Zjednoczone Stronnictwo Ludowe. Eliminowano potencjalnych i faktycznych przeciwników władzy (wzmożony terror Ministerstwa Bezpieczeństwa Publicznego), zacieśniono związek z blokiem krajów zdominowanych przez ZSRR (od 1949 członkostwo w RWPG, od 1955 w Układzie Warszawskim). W gospodarce panowały system nakazowo-rozdzielczy, eliminacja sektora prywatnego („bitwa o handel”), próba pełnej kolektywizacji gospodarki chłopskiej, forsowna rozbudowa przemysłu ciężkiego, wielkie nakłady na wojsko oraz przemysł zbrojeniowy.

## OkresWładysława Gomułki(1956–1970)
W wyniku wydarzeń 1956 roku (Poznański Czerwiec, październikowe przesilenie) częściowo zmodyfikowano system polityczno-ekonomiczny (ograniczenie represji oraz rezygnacja z kolektywizacji, zwiększenie swobód obywatelskich, próba modernizacji zarządzania gospodarką). Nie dało to jednak oczekiwanych rezultatów (nawrót do walki z Kościołem, ograniczenie swobód twórczych w nauce i kulturze). W marcu 1968 r. stłumiono demokratyczny ruch studencki i wykorzystano go w walce o władzę w PZPR do zmian i czystek personalnych połączonych z kampanią antysemicką i antyinteligencką (wydarzenia marcowe). W sierpniu 1968 r. Ludowe Wojsko Polskie uczestniczyło w interwencji państw Układu Warszawskiego w Czechosłowacji.

## OkresEdwarda Gierka(1970–1980)

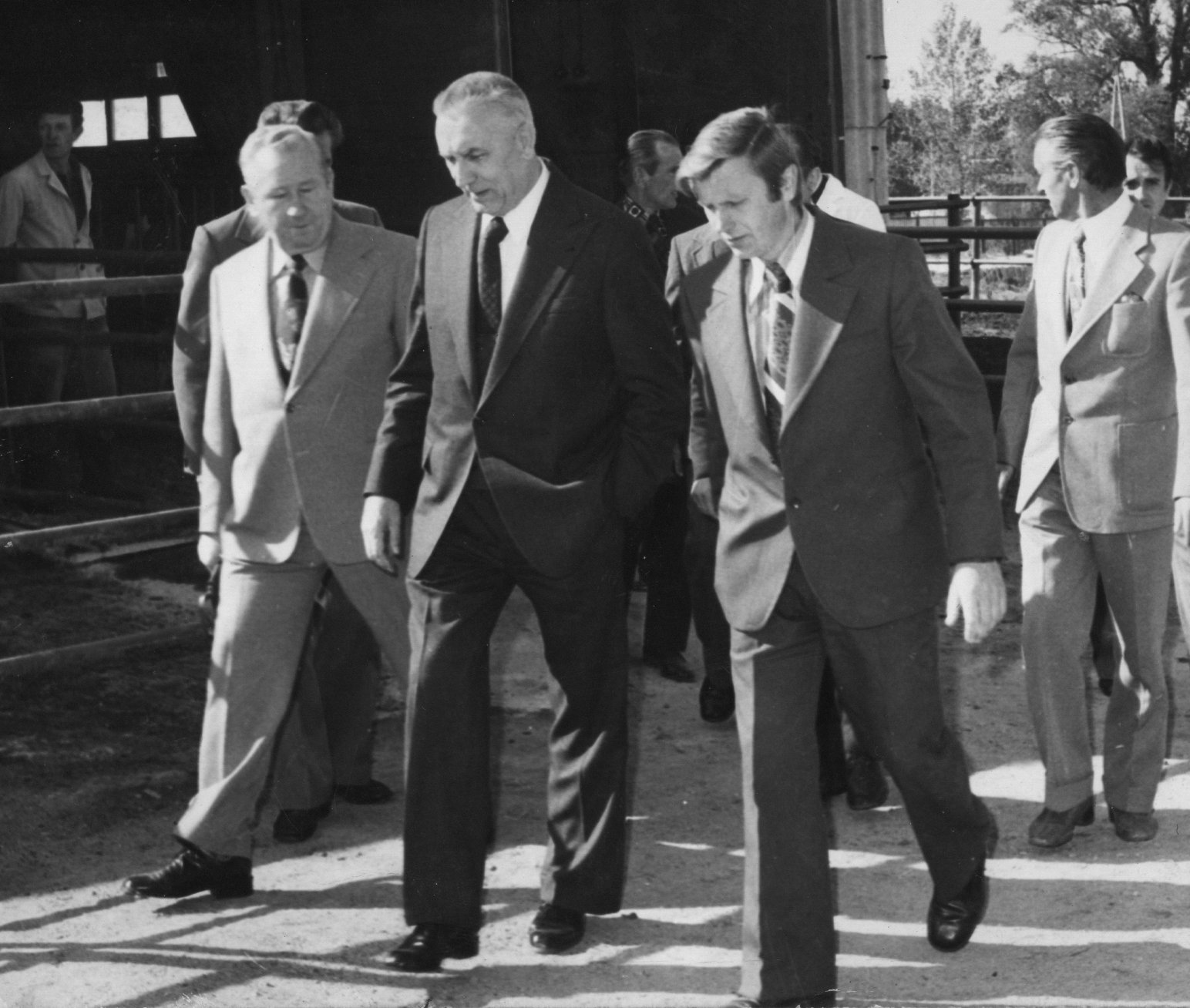
Edward Gierek (pośrodku) wizytujący państwowe gospodarstwo rolne

Po kryzysie politycznym w grudniu 1970 r. (grudniowy bunt robotników na Wybrzeżu) władzę przejęła ekipa Edwarda Gierka. Przyjęto koncepcję tak zwanej strategii przyspieszonego rozwoju społeczno-gospodarczego Polski. Program ten (finansowany kredytami zagranicznymi) w warunkach nieefektywnego systemu ekstensywnej gospodarki zakończył się jej załamaniem i ogromnym zadłużeniem zagranicznym, czemu towarzyszyły strajki i manifestacje (czerwcowy protest robotniczy w 1976). Powstała niezależna opozycja demokratyczna (KOR, ROPCiO, KPN), którą umocnił w 1978 r. wybór Karola Wojtyły na papieża i jego wizyta w Polsce (1979).

## Okres gen.Wojciecha Jaruzelskiego(1981–1989)
Gwałtowne zaostrzenie się kryzysu gospodarczego przyspieszyło wybuch w lipcu i sierpniu 1980 r. masowych strajków w całym kraju (główne centra na Wybrzeżu i Śląsku), zakończonych podpisaniem porozumień społecznych. Powstał NSZZ „Solidarność” (10 milionów członków w tym przewodniczący Lech Wałęsa). Wobec zagrożenia monopolu władzy i radykalizacji żądań społeczeństwa władze wprowadziły 13 grudnia 1981 r. stan wojenny w całym kraju. Internowano wielu działaczy „Solidarności”, a sam związek zdelegalizowany w październiku 1982 działał w konspiracji. W grudniu 1982 zawieszono, a 22 lipca 1983 r. zniesiono stan wojenny. Władzom nie udało się zrealizować koncepcji porozumienia narodowego. W maju i sierpniu 1988 wybuchały strajki, natomiast w grudniu 1988 r. utworzono Komitet Obywatelski „Solidarność”. Następnie przeprowadzono rozmowy obozu rządzącego z częścią opozycji (głównie „Solidarność”) w sprawie demokratyzacji ustroju politycznego i społecznego oraz naprawy systemu gospodarczego Polski (porozumienie Okrągłego Stołu w lutym i kwietniu 1989 r.).
W kwietniu 1989 zarejestrowano NSZZ „Solidarność”, a w czerwcu tego samego roku odbyły się częściowo demokratyczne wybory do parlamentu. „Solidarność” odniosła zwycięstwo, powstał rząd złożony między innymi z przedstawicieli dotychczasowej opozycji (premier Tadeusz Mazowiecki).